# Sāmānjerd
Sāmānjerd (persiska: سامان جرد, سانانجرد) är en ort i Iran.   Den ligger i provinsen Kerman, i den sydöstra delen av landet, 800 km sydost om huvudstaden Teheran. Sāmānjerd ligger 2 098 meter över havet och antalet invånare är 216.
Terrängen runt Sāmānjerd är platt åt nordost, men åt sydväst är den kuperad.Runt Sāmānjerd är det glesbefolkat, med 12 invånare per kvadratkilometer. Närmaste större samhälle är Negār, 13,8 km nordost om Sāmānjerd. Trakten runt Sāmānjerd är ofruktbar med lite eller ingen växtlighet.